# Europejska Federacja Cyklistów
Europejska Federacja Cyklistów (ang. European Cyclists’ Federation, ECF) – międzynarodowa organizacja pozarządowa z siedzibą w Brukseli (Belgia), ukierunkowana głównie na promocję i propagowanie roweru jako środka komunikacji i rekreacji. ECF nastawiona jest na promocję i zrównoważony rozwój transportu rowerowego. Organizacja skupia prawie 100 różnych organizacji pozarządowych z krajów całego świata.

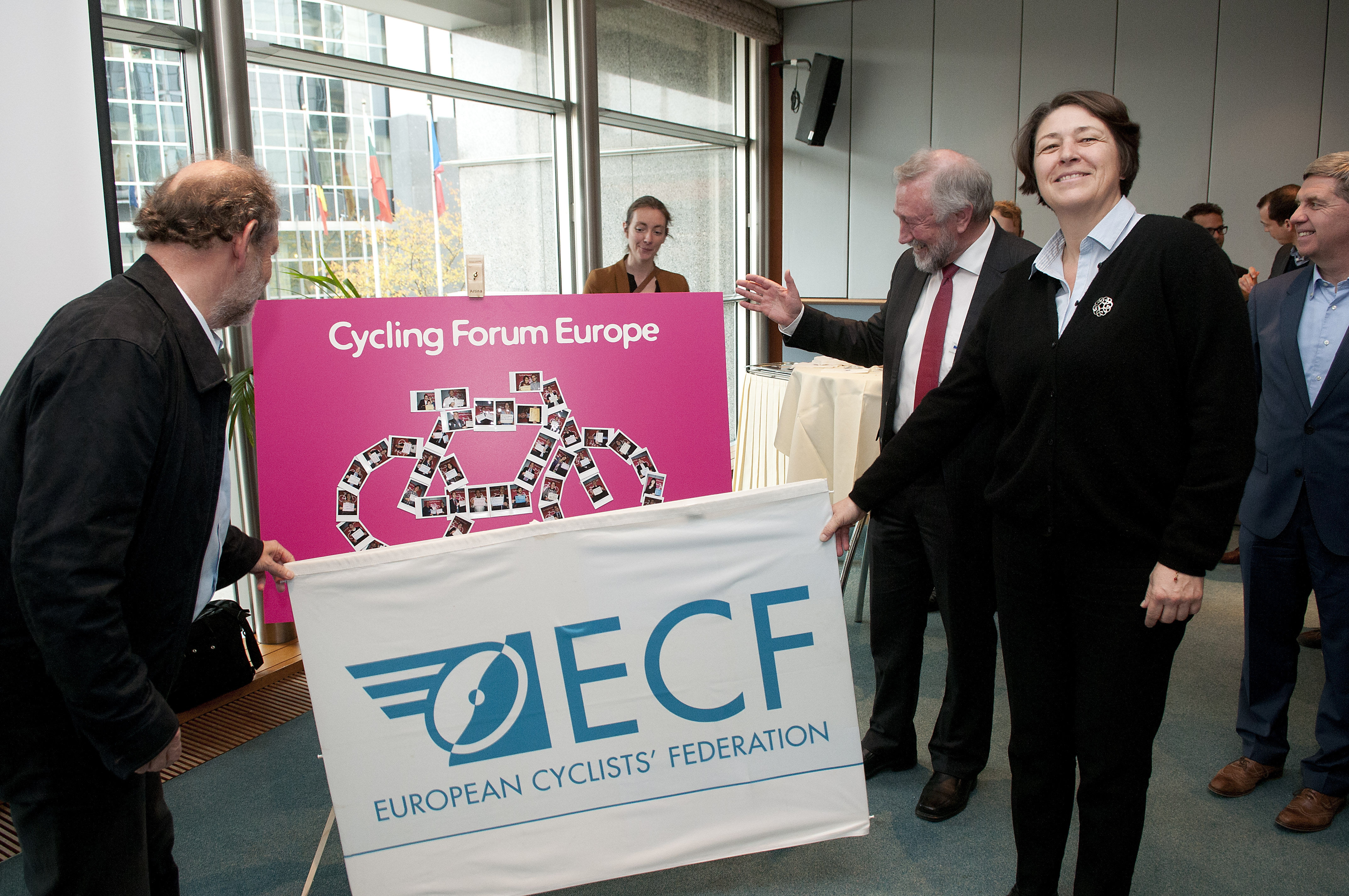
Inauguracja Cycling Forum Europe w 2014 roku

Federację powołano do życia w 1983 z inicjatywy dwunastu stowarzyszeń rowerowych z kilku krajów. W 2015 zrzeszała ponad 60 organizacji mających łącznie około pół miliona członków w 37 państwach europejskich. EFC utrzymuje kontakty z Europejską Konferencją Ministrów Transportu (ECMT) Ekonomiczną Komisją ONZ dla Europy, a także agendami Unii Europejskiej.